# Dinar iugoslav
Dinarul iugoslav a fost unitatea monetară oficială a Iugoslaviei, din 1920 până în 1992. Subunitatea dinarului iugoslav era paraua: 1 dinar iugoslav = 100 de parale.

## Istoria monedei iugoslave
Dinarul iugoslav a înlocuit, în 1920, efemera coroană iugoslavă, monedă a Regatului Sârbilor, Croaților și Slovenilor, cu rata de schimb de 4 coroane pentru un dinar.
La 3 octombrie 1929, Regatul Sârbilor, Croaților și Slovenilor a fost redenumit Regatul Iugoslaviei. Acesta a fost răsturnat, la 27 martie 1941, iar armata germană a invadat țara în luna aprilie din același an.
După invazia germană, țara a fost împărțită în mai multe entități, iar dinarul iugoslav a fost înlocuit de un Dinar sârb, în Serbia, de o Kuna croată în Statul Independent al Croației, de Lira italiană în zona ocupată de trupele italiene (Muntenegru și o parte din Slovenia), de Reichsmark în Slovenia ocupată de trupele germane, de pengő maghiar în zona de ocupație maghiară, de Leva bulgară în zona de ocupație bulgară și de Leka albaneză în Kosovo, zonă ocupată de albanezi.
La eliberarea Iugoslaviei, în noiembrie 1943, noua Federație Democratică a Iugoslaviei a restabilit Dinarul iugoslav ca unitate monetară în întrega țară.
Dinarul iugoslav a rămas unitate monetară a Republicii Populare Federative Iugoslavia din 1945 până în 1963 și a Republicii Socialiste Federative Iugoslavia din 1963 până în 1992. În 1991, republicile Croația, Slovenia, Macedonia și Bosnia-Herțegovina au înfăptuit secesiunea. În aceste noi entități statale, noi unități monetare au luat locul dinarului iugoslav: Dinarul croat, Tolarul sloven, Denarul macedonean și Marca bosniacă convertibilă.
Serbia și Muntenegru au format Republica Federală Iugoslavia. La 2 noiembrie 1999, Muntenegru a abandonat dinarul iugoslav și a adoptat Marca germană ca unitate monetară oficială. Republica Federală Iugoslavia a fost dizolvată la sfârșitul anului 2002 și redenumită Comunitatea Statelor Serbia și Muntenegru, în 2003. Serbia și Muntenegru s-a separat în două state în totalitate independente, la 3 iunie 2006, după proclamarea independenței statului Muntenegru printr-un referendum, în 2006. Serbia, fără Kosovo, a ales continuitatea, și a păstrat dinarul ca monedă, pe care l-a denumit Dinar sârbesc, în timp ce Muntenegru și Kosovo au adoptat Euro.